# Dierama formosum
Dierama formosum är en irisväxtart som beskrevs av Olive Mary Hilliard. Dierama formosum ingår i släktet Dierama och familjen irisväxter. Inga underarter finns listade i Catalogue of Life.